# Tunnel of Love (Dire Straits)
Tunnel of Love è un brano musicale dei Dire Straits, composto da Mark Knopfler. La canzone è introdotta da un riarrangiamento del tema principale di The Carousel Waltz, tratto dal musical Carousel (1945) di Richard Rodgers e Oscar Hammerstein II.
Il pezzo apparve per la prima volta nell'album Making Movies dell'ottobre 1980. Insieme alle altre tracce del disco, il brano fu registrato nell'estate del 1980 presso i Power Station Studios di New York; fu pubblicato come singolo nell'ottobre del 1981 solamente in alcuni paesi a causa della sua ragguardevole durata (oltre otto minuti).
La canzone figura anche nelle antologie Money for Nothing (1988), Sultans of Swing (1998) e Private Investigations (2005). Due distinte esecuzioni in concerto di Tunnel of Love sono state inserite negli album Alchemy: Dire Straits Live (1984) e Live at the BBC (1995); il filmato di una terza versione dal vivo è disponibile nelle riedizioni in DVD e Blu-ray di Alchemy, pubblicate nel 2010.

## Significato della canzone

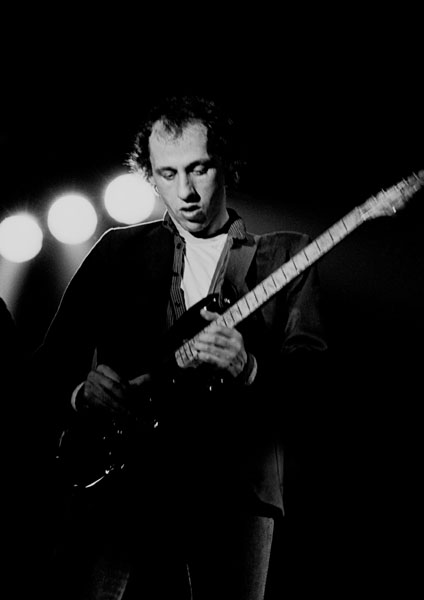
Mark Knopfler, leader dei Dire Straits

Tunnel of Love è un brano connotato da una forte impronta narrativa, paragonabile a un breve romanzo in musica.
Il testo della canzone – molto poetico – tratta temi quali la solitudine, l'incomunicabilità, l'amore come mezzo di evasione dalla quotidianità e il timore di soffrire.
I protagonisti della vicenda narrata nella canzone sono un giovane uomo e una giovane donna, entrambi soli e tormentati nel loro intimo da pene d'amore. Una sera, i due si incontrano in un luna park e si innamorano reciprocamente; alla fine della serata tuttavia si separano e tra loro non nasce alcuna relazione amorosa, probabilmente perché entrambi – pur provando sentimenti sinceri – sono frenati dalla paura di soffrire ancora.

## Struttura del brano
La prima sezione del brano è un uptempo di genere rock, che accompagna il testo cantato da Mark Knopfler; il ritmo rallenta dopo la metà della canzone, introducendo l'ascoltatore alla seconda sezione. Questa, interamente strumentale, consiste in un crescendo che conclude la canzone mediante un lungo assolo di chitarra (oltre due minuti, che nelle versioni dal vivo veniva dilatato fino a oltre cinque minuti) suonato dallo stesso Knopfler e caratterizzato da grande lirismo.
Nella versione a 45 giri il brano, data la lunghezza superiore agli otto minuti, fu diviso tra le due facciate.

## Esecuzioni dal vivo
Tunnel of Love ha iniziato a essere suonata dal vivo già nei primi anni '80, prima della pubblicazione ufficiale nell'album. Con il passare dei concerti, e come d'abitudine anche per altri pezzi, nei live la canzone si estende oltre la versione in studio, in particolare nella intro e nella parte finale, prima dell'assolo conclusivo. 
La canzone è stata eseguita live fino al tour On Every Street, terminato alla fine del 1992. Successivamente, nonostante sia una delle canzoni simbolo dei Dire Straits, non è stata più eseguita live, con grande rammarico da parte dei numerosi fan della band e del pezzo in particolare. La versione più accreditata, non confermata ufficialmente, è che Tunnel of Love fosse la canzone preferita dal padre di Mark Knopfler, deceduto nel 1993, e la cronologia degli eventi potrebbe far pensare che questa sia la motivazione. Guy Fletcher, contattato direttamente nel suo forum, una volta ha semplicemente risposto che Mark "non la fa più" (senza commentare ulteriormente).

## Musicisti e personale tecnico

### Dire Straits
- Mark Knopfler – voce e chitarre elettriche
- John Illsley – basso
- Pick Withers – batteria
- Roy Bittan – pianoforte e tastiere

### Staff tecnico
- Jimmy Iovine e Mark Knopfler – produttori artistici
- Shelly Yakus – ingegnere del suono
- Jeff Hendrickson e Jon Mathias – aiuto-ingegneri
- Greg Calbi – addetto alla masterizzazione

## Classifiche
| Classifica (1981) | Posizione massima |
| ----------------- | ----------------- |
| Australia         | 62                |
| Francia           | 52                |
| Germania          | 44                |
| Italia            | 7                 |
| Paesi Bassi       | 28                |
| Regno Unito       | 54                |
| Spagna            | 11                |

## Cultura di massa

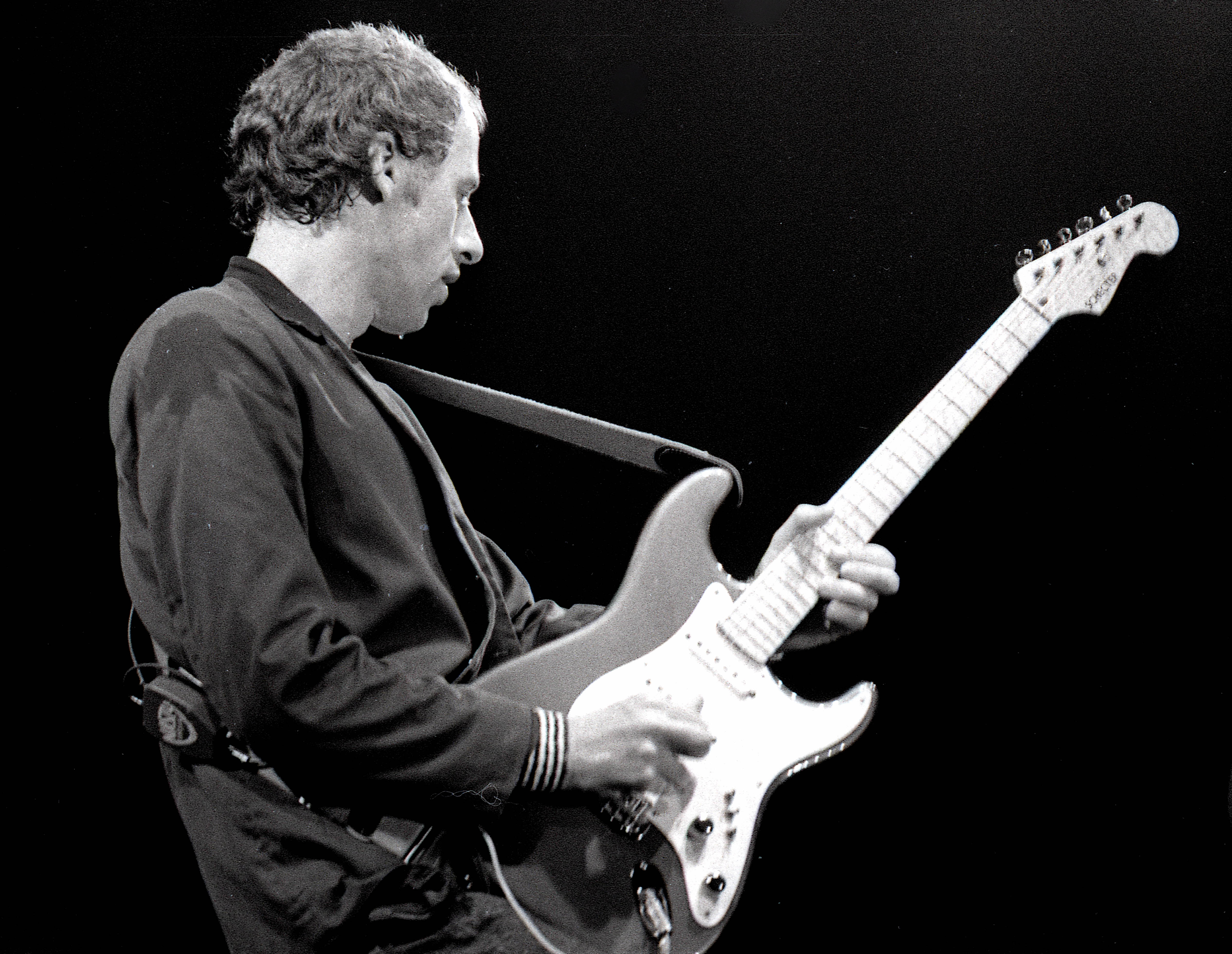
Mark Knopfler con la Schecter Custom Stratocaster rossa e bianca durante un concerto nel 1981

- Tunnel of Love fa parte della colonna sonora del film Ufficiale e gentiluomo (1982)[26].
- Il brano è menzionato nel romanzo Addio, e grazie per tutto il pesce (1984) di Douglas Adams. Nel momento in cui il protagonista Arthur Dent fa ascoltare Tunnel of Love a Fenchurch[27], il narratore commenta:

- Tunnel of Love è una delle numerose canzoni rock citate nel romanzo Jack Frusciante è uscito dal gruppo (1994) di Enrico Brizzi.
- Un campionamento dell'incipit dell'assolo finale è utilizzato nel brano I Love, You Love di John Legend del 2008.